# Британские бангладешцы
Британские бангладешцы — название бенгальцев, проживающих в Великобритании, большинство из которых происходит с территории Бангладеш. Значительная часть поселилась в Лондоне, где в 1997 году был создан Банглатаун.

## Название
В Великобритании большинство бенгальцев происходит с территории Бангладеш и потому за ними закрепилось название «британские бангладешцы» («British Bangladeshis»).

## Формирование диаспоры
Бенгальцы появились в Великобритании в XIX веке, когда многие из них служили в торговом флоте. В 1940-х годах в восточных районах Лондона проживали около 400 выходцев из Бангладеш. В 1961 году в Великобритании проживали 32 тысячи выходцев из Пакистана, в состав которого входила территория Бангладеш. По переписи 1981 года в районе Тауэр-Хамлетс в Лондоне проживали около 26 тысяч бангладешцев, причём среди них женщин было почти в 2 раза меньше, чем мужчин. В 1997 году в Тауэр-Хамлетс был торжественно открыт Банглатаун («Бенгальский город»), центром которого стала улица Брик Лейн В 2001 году в Великобритании проживало около 280 тысяч бангладешцев.

## Численность
В 2006 году в Великобритании проживало более 500 тысяч бангладешцев.

## Расселение
Значительная часть британских бангладешцев проживала в Лондоне, где, по переписи 2011 года насчитывалось около 222 тысяч бангладешцев.